# Basler Jugendbücherschiff
Das Basler Jugendbücherschiff ist eine seit 1981 jährlich (COVID-bedingte Ausnahme: Jubiläumsjahr 2021) wiederkehrende Kinder- und Jugendbuchausstellung, die auf dem an der Basler Schifflände vertäuten Ausflugsschiff «MS Christoph Merian» der Basler Personenschifffahrt stattfindet. Die Veranstaltung findet jeweils ca. Mitte Januar bis Mitte Februar während drei Wochen statt.

## Geschichte
Vorläuferveranstaltungen des Jugenbücherschiffes waren seit 1935 stattfindende Jugenbuchausstellungen, die von der Basler Jugenschriftenkommission (JSK), einer Kommission des Erziehungsdepartementes des Kantons Basel-Stadt, veranstaltet worden waren. Diese Anlässe fanden in Basel viele Male im Münstersaal des Bischofshofes oder im Kartäusersaal des Waisenhauses statt, bis 1981 keiner der bisherigen Ausführungsorte mehr verfügbar war. Der damalige Umzug auf das Schiff «Stadt Basel» war eine Notlösung. Die Basler Personenschifffahrtsgesellschaft hatte in der Vorweihnachtszeit freie Kapazitäten und konnte so den dringend benötigten Platz anbieten.
Die Kapazitäten auf diesem Schiff seien räumlich stark beschränkt gewesen und die von Freiwilligen organisierte und durchgeführte Veranstaltung kam laut deren Aussagen an die Grenzen der Kapazitätsgrenzen. Dies auch, weil Schulklassen das Schiff ohne Anmeldung besuchen durften.
Ab ca. 1993 wurde die Veranstaltung auf dem 1992 gebauten Ausflugsschiff «MS Christoph Merian» organisiert, was für ein größeres Platzangebot sorgte. Dazu wurde die Anmeldung der Schulklassen für einen Besuch obligatorisch gemacht. Derzeit ist für Gruppen ab acht Personen eine Anmeldung obligatorisch.

## Finanzierung und Organisation
Bis in die 1990er Jahre basierte die Veranstaltung auf freiwilliger und grossteils unentgeltlicher Arbeit. Seit Ende der 1990er Jahre ist die Finanzierung für das Bücherschiff fix im Budget des Basler Erziehungsdepartements enthalten.
Die Bibliothek des Pädagogischen Zentrums PZ.BS fungiert als Veranstalterin des Jugendbücherschiffes und deren Mitarbeiter treffen im Vorfeld die Auswahl aus den im Vorjahr erschienenen neu veröffentlichten Kinder- und Jugendbüchern.
Auf dem Oberdeck des Schiffes sind Bücher für Jugendliche ab. 5. Klasse Primarschule, im Unterdeck Bücher für Schüler bis und mit 4. Klasse Primarschule zu finden. Die Kinder und Jugendlichen sind eingeladen die Bücher zu lesen und in diesen zu Schmökern. Zudem finden Autorlesungen und andere Veranstaltungen, so auch für Lehrpersonen statt.
Laut den Veranstaltern haben im Jahr 2024 13'000 Menschen das Bücherschiff besucht.
Das Schiff liegt während der Veranstaltung permanent an der Schifflände. Von 2002 bis mindestens 2014 fanden je an einem Tag Fahrten nach Huningue und Weil am Rhein im Zweistundentakt statt.